# Пещений Врх
Пещений Врх (словен. Peščeni Vrh) — поселення в общині Церквеняк, Подравський регіон‎, Словенія.